# Agia Irinikloof
De Agia Irinikloof (Grieks: Φαράγγι Αγίας Ειρήνης) is een kloof op het Griekse eiland Kreta. De kloof ligt in het gebergte de Lefka Ori, westelijk van de veel beroemdere Samariakloof.
Deze Agia Irinikloof is ongeveer 7 kilometer lang en in drie uur te doorlopen. De kloof start in de buurt van het dorpje Agia Eirini, dat op de weg van Chania naar Sougia ligt. Aan het begin van de kloof is er aan beide kanten uitzicht op de omliggende bergen. Het is er dicht begroeid met cipressen, dennen en allerlei kruiden en op sommige plaatsen zorgt deze begroeiing voor schaduw. Verderop wordt de kloof afwisselend smaller en breder en er zijn veel watervallen te vinden (afhankelijk van de tijd van het jaar). De rivierbedding vormt het pad en vooral in het voorjaar is de kans behoorlijk groot dat er nog water stroomt. 
De kloof mondt bij het kustplaatsje Sougia uit in de Libische Zee.